# Erwin Knausmüller
Erwin Knausmüller (în rusă Э́рвин Э́рвинович Кнаусмю́ллер, transliterat: Ervin Ervinovici Knausmiuller, în germană Erwin Knausmüller; n. 31 ianuarie 1912, Linz, Austro-Ungaria – d. 4 ianuarie 2000, Moscova, Rusia) a fost un actor de teatru și film sovietic de origine austriacă. Printre cele mai cunoscute filme ale sale se numără Pace noului venit, 49 de zile în Pacific, Război și pace, Ceaikovski.

## Filmografie selectivă
- 1959: Prima zi de pace (Первый день мира / Pervîi den mira), regia Iakov Segel
- 1959: Trenul de aur (Золотой эшелон / Zolotoi eșalon)
- 1961: Pace noului venit (Мир входящему), regia Aleksandr Alov și Vladimir Naumov
- 1962: 49 de zile în Pacific (49 дней), regia Ghenrik Gabai
- 1962: A treia repriză (Третий тайм), regia Evgeni Karelov
- 1966–1967: Război și pace (Voina i mir), regia Serghei Bondarciuk
- 1967: Drumul spre Saturn (Путь в «Сатурн» / Put v „Saturn”) , regia Villen Azarov
- 1967: Sfârșitul Saturnului (Конец «Сатурна» / Koneț Saturna) , regia Villen Azarov
- 1969: Ceaikovski (Чайковский), regia Igor Talankin
- 1973: Orașe și ani (Города и годы / Goroda i godî) , regia Aleksandr Zarhi
- 1973: Fără întoarcere (Возврата нет)
- 1977: Front în spatele frontului (Фронт за линией фронта), regia Igor Gostev
- 1984: Șapte elemente (Семь стихий)
- 1985: Bătălia pentru Moscova (Битва за Москву / Bitva za Moskvu)